# Jacques Poulain
Pour les articles homonymes, voir Poulain (homonymie).
Pour le philosophe français, voir Jacques Poulain (philosophe).
Jacques Poulain, né le 6 août 1932 à Clermont-Ferrand et mort le 22 novembre 2017 à Vitré, est footballeur français. Défenseur, il a principalement évolué au Stade rennais durant sa carrière.

## Carrière
Natif de l'Auvergne, Jacques Poulain est breton d'adoption. Il fait ses premières armes à l'US Saint-Malo, puis est recruté à l'âge de vingt ans par le Stade rennais, club dans lequel il effectue la majorité de sa carrière.
Lorsqu'il arrive à Rennes, Poulain passe sous les ordres de l'entraîneur Salvador Artigas, qui vient de succéder à François Pleyer. Pour sa première saison, il évolue à de nombreux postes, aussi bien en défense qu'au milieu de terrain ou en attaque, mais Poulain se fixe rapidement à l'arrière, aussi bien en position de défenseur central qu'au poste d'arrière droit dans un système en WM. 
La présence de Jacques Poulain au Stade rennais correspond à une période difficile pour le club. En 1953, à l'issue de sa première année comme joueur, le club est relégué de Division 1 en Division 2. Il faut attendre 1956 pour que le chemin inverse soit fait, et 1958 pour que le Stade rennais se stabilise dans l'élite. Avant cela, en 1955, Henri Guérin succède à Artigas sur le banc de touche rennais. Malgré cette période « d'ascenseur » et ce changement d'entraîneur, Poulain demeure indéboulonnable en défense. Menant en parallèle des études d'odontologie, il accompagne ainsi les débuts du jeune Yves Boutet à ses côtés en défense. En 1959, il est partie prenante du bon parcours rennais en Coupe de France, l'équipe ne s'inclinant qu'en demi-finale face au FC Sochaux-Montbéliard.
À partir de la saison suivante, Poulain est progressivement supplanté par l'arrivée de Henri Gouès et par l'émergence du jeune René Cédolin. En 1960-1961, il ne dispute ainsi qu'une seule rencontre de championnat. En 1961, il quitte le monde professionnel en rejoignant le Stade briochin, et ce malgré un intérêt trop tardif du FC Yonnais.

## Palmarès
- 1956 : Champion de France de deuxième division